# Henri Gatien Bertrand
Henri Gatien Bertrand (n. 28 martie 1773, Châteauroux, Centre-Val de Loire, Franța – d. 31 ianuarie 1844, Châteauroux, Centre-Val de Loire, Franța) a fost un conte și general francez, Mare Mareșal al Palatului Imperial și apropiat al Împăratului Napoleon. 
Elev al școlii de geniu de la Mézières, Bertrand servește din 1793 în „Armata Nordului”, unde devine locotenent. Din 1797 este afectat „Armatei din Italia”, unde îl cunoaște pe generalul Bonaparte, pe care îl urmează apoi în Egipt. Devine general de brigadă în 1800 și director adjunct al fortificațiilor în 1801, inspector general și aghiotant al Împăratului în 1805 distingându-se la Austerlitz și la Jena, obținând apoi capitularea orașului Spandau. În 1807 participă la bătălia de la Eylau și la asediul de la Dantzig, înainte de a deveni conte al Imperiului. În septembrie același an se căsătorește cu Fanny Dillon, verișoară a Împărătesei Joséphine. După o scurtă perioadă petrecută în Spania, se alătură „Marii Armate din Germania” pentru campania din Germania, unde se remarcă prin conducerea lucrărilor de construcție a podurilor peste Dunăre. Este guvernator general al Provinciilor Ilirice între 1811-1812. În 1813 participă la Campania din Saxonia și devine Mare Mareșal al Palatului Imperial, de pe 18 noiembrie 1813. După prima abdicare a lui Napoleon, îl însoțește pe acesta în insula Elba și apoi din nou în exil în insula Sfânta-Elena. După moartea Împăratului în 1821, Bertrand se întoarce în Franța și este numit comandant al Școlii politehnice în 1830. În 1840, este însărcinat de regele Ludovic-Filip cu repatrierea rămășițelor Împăratului, eveniment cunoscut sub numele de „repatrierea cenușei” (fr. retour des cendres). Marele Mareșal Bertrand se odihnește la Domul Invalizilor din Paris, alături de stăpânul său, pe care l-a servit cu fidelitate și onoare. Numele său este înscris pe Arcul de Triumf din Paris.